# Jennifer Louden
Jennifer Louden (* 30. November 1962) ist eine US-amerikanische Autorin von Wellness-Ratgebern und Coach.

## Leben
Louden  arbeitete zunächst als Drehbuchautorin. Laut eigenen Angaben macht Louden seit ihrem 12. Lebensjahr Yoga und fand so zu Entspannungsmethoden. Sie studierte am Newfield Network „Ontologisches Coaching“ und seitdem als Coach tätig. Sie schrieb eine Kolumne für das Body & Soul Magazin und hatte bei Martha Stewarts Sirrius Network eine eigene Radio-Show. Sie schrieb zahlreiche Wellness-Ratgeber, die seit 2006 auch auf Deutsch erschienen. Die Bücher wurden in 9 Sprachen übersetzt und haben eine Gesamtauflage von fast 1 Million erreicht.

## Publikationen
- 1998: Zeit für Dich, ISBN 978-3-7626-0588-1
- 1998: Tut euch gut! Das Wohlfühlbuch für Paare, ISBN 978-3-7626-0525-6
- 2000: Dein Leben – mach was draus! Das Wohlfühlbuch der Lebenskunst, ISBN 978-3-7626-0780-9
- 2001: Tu dir gut! Das Wohlfühlbuch für Frauen, ISBN 978-3-7626-0497-6
- 2006: Wir tun uns gut! Das Wohlfühlbuch für Schwangere, ISBN 978-3-442-16794-4